# Baskenland-Rundfahrt 2011
Die 51. Baskenland-Rundfahrt (offiziell: Vuelta al País Vasco) fand vom 4. bis 9. April 2011 statt. Das Radsport-Etappenrennen ist Teil der UCI WorldTour 2011 und wurde in sechs Etappen ausgetragen. Die Gesamtdistanz betrug 874 Kilometer. Gesamtsieger war Andreas Klöden (Team RadioShack).

## Teilnehmer
Startberechtigt waren die 18 ProTeams. Außerdem verteilte der Veranstalter Wildcards an die beiden Professional Continental Teams Geox-TMC und Caja Rural aus Spanien.
| UCI ProTeams Quickstep Cycling Team (QST) Omega Pharma-Lotto (OLO) Saxo Bank SunGard (SBS) ag2r La Mondiale (ALM) Lampre-ISD (LAM) Liquigas-Cannondale (LIQ) | Astana (AST) Rabobank (RAB) Vacansoleil-DCM (VCD) Katjuscha (KAT) Movistar Team (MOV) Euskaltel-Euskadi (EUS) | Leopard Trek (LEO) Sky ProCycling (SKY) HTC-Highroad (THR) Garmin-Cervélo (GRM) Team RadioShack (RSH) BMC Racing Team (BMC) |
| UCI Professional Continental Teams Geox-TMC (GEO) Caja Rural (CJR)                                                                                           | | |

## Etappen
| Etappe | Tag      | Start–Ziel                | km    | Typ              | Etappensieger       |
| ------ | -------- | ------------------------- | ----- | ---------------- | ------------------- |
| 1.     | 4. April | Zumarraga                 | 151,2 | Bergetappe       | Joaquim Rodríguez   |
| 2.     | 5. April | Zumarraga – Lekunberri    | 163   | Bergetappe       | Wassil Kiryjenka    |
| 3.     | 6. April | Villatuerta – Zuia-Murgia | 180   | Bergetappe       | Alexander Winokurow |
| 4.     | 7. April | Amurrio – Eibar (Arrate)  | 166   | Bergetappe       | Samuel Sánchez      |
| 5.     | 8. April | Eibar – Zalla             | 179   | Flachetappe      | Francesco Gavazzi   |
| 6.     | 9. April | Zalla                     | 024   | Einzelzeitfahren | Tony Martin         |

## Führungstrikots im Rennverlauf
| Etappe | Gesamtwertung     | Punktewertung     | Bergwertung      | Sprintwertung | Teamwertung   |
| ------ | ----------------- | ----------------- | ---------------- | ------------- | ------------- |
| 1.     | Joaquim Rodríguez | Joaquim Rodríguez | Mathieu Perget   | Bram Tankink  | Movistar Team |
| 2.     | Andreas Klöden    | Andreas Klöden    | Maxim Iglinski   | Bram Tankink  | Movistar Team |
| 3.     | Joaquim Rodríguez | Joaquim Rodríguez | Amaël Moinard    | Bram Tankink  | Movistar Team |
| 4.     | Joaquim Rodríguez | Andreas Klöden    | Michael Albasini | Bram Tankink  | Movistar Team |
| 5.     | Joaquim Rodríguez | Andreas Klöden    | Michael Albasini | Bram Tankink  | Movistar Team |
| 6.     | Andreas Klöden    | Andreas Klöden    | Michael Albasini | Bram Tankink  | Movistar Team |

## Starter
| 1 – Christopher Horner 2 – Andreas Klöden 3 – Levi Leipheimer 4 – Jason McCartney 5 – Sérgio Paulinho 6 – Markel Irízar 7 – Matthew Busche 8 – Iwan Rowny |

| 11 – Tony Martin 12 – Marco Pinotti 13 – Michael Albasini 14 – Caleb Fairly 15 – Kanstanzin Siuzou 16 – Craig Lewis 17 – Tejay van Garderen 18 – Danny Pate |

| 21 – Óscar Freire 22 – Robert Gesink 23 – Luis León Sánchez Gil 24 – Juan Manuel Gárate 25 – Grischa Niermann 26 – Carlos Barredo 27 – Paul Martens 28 – Bram Tankink |

| 31 – Martin Kohler 32 – Ivan Santaromita 33 – Mathias Frank 34 – Mauro Santambrogio 35 – Timothy Roe 36 – Chris Butler 37 – Johann Tschopp 38 – Amaël Moinard |

| 41 – Michael Rogers 42 – Rigoberto Urán 43 – Xabier Zandio 44 – Thomas Lövkvist 45 – Steve Cummings 46 – Simon Gerrans 47 – Lars Petter Nordhaug 48 – Christian Knees |

| 51 – Damiano Cunego 52 – Aitor Pérez 53 – Francesco Gavazzi 54 – Alfredo Balloni 55 – Matteo Bono 56 – Przemysław Niemiec 57 – Andrei Kaschetschkin 58 – Denys Kostjuk |

| 61 – Ivan Basso 62 – Francesco Bellotti 63 – Damiano Caruso 64 – Paolo Longo Borghini 65 – Mauro Finetto 66 – Dominik Nerz 67 – Simone Ponzi 68 – Maciej Paterski |

| 71 – Jurgen Van Den Broeck 72 – Óscar Pujol 73 – Jurgen Van De Walle 75 – Gert Dockx 76 – Matthew Lloyd 77 – Jelle Vanendert 78 – Jussi Veikkanen |

| 81 – Christian Vande Velde 82 – Ryder Hesjedal 83 – Christophe Le Mével 84 – Tom Danielson 85 – Murilo Fischer 86 – Daniel Martin 87 – Thomas Peterson 88 – Andrew Talansky |

| 91 – Andy Schleck 92 – Fränk Schleck 93 – Jens Voigt 94 – Jakob Fuglsang 95 – Stefan Denifl 96 – Maxime Monfort 97 – Anders Lund 98 – Fabian Wegmann |

| 101 – Rinaldo Nocentini 102 – Jean-Christophe Péraud 103 – Mickaël Chérel 104 – Dimitri Champion 105 – John Gadret 106 – Matteo Montaguti 107 – David Le Lay 108 – Mathieu Perget |

| 111 – Samuel Sánchez 112 – Pablo Urtasun 113 – Amets Txurruka 114 – Egoi Martínez 115 – Gorka Verdugo 116 – Iñaki Isasi 117 – Iván Velasco 118 – Juan José Oroz |

| 121 – Joaquim Rodríguez 122 – Danilo Di Luca 123 – Wladimir Karpez 124 – Alexander Kolobnew 125 – Giampaolo Caruso 126 – Daniel Moreno 127 – Alberto Losada 128 – Eduard Worganow |

| 131 – David Arroyo 132 – Marzio Bruseghin 133 – David López García 134 – Beñat Intxausti 135 – Xavier Tondo 136 – José Vicente García Acosta 137 – Ángel Madrazo 138 – Wassil Kiryjenka |

| 141 – Matteo Carrara 142 – Johnny Hoogerland 143 – Wout Poels 144 – Michał Gołaś 145 – Sergey Lagutin 146 – Maxim Belkow 148 – Santo Anzà |

| 151 – Alexander Winokurow 152 – Enrico Gasparotto 153 – Josep Jufré 154 – Rémy Di Gregorio 155 – Fredrik Kessiakoff 156 – Dmitri Fofonow 157 – Maxim Iglinski 158 – Sergei Renew |

| 161 – Richie Porte 162 – Nicki Sørensen 163 – Chris Anker Sørensen 164 – André Steensen 165 – Brian Vandborg 166 – Manuele Boaro 167 – Mads Christensen 168 – Laurent Didier |

| 171 – Jérôme Pineau 172 – Addy Engels 173 – Dario Cataldo 174 – Marco Bandiera 175 – Francesco Reda 176 – Kristof Vandewalle 177 – Kevin Seeldraeyers 178 – Julien Vermote |

| 181 – Fabio Duarte 182 – Mauricio Ardila 183 – Noé Gianetti 184 – David de la Fuente 185 – Rafael Valls 186 – Juan José Cobo 187 – Fabio Felline 188 – Daniele Ratto |

| 191 – Íñigo Cuesta 192 – Aitor Galdós 193 – Julián Sánchez 194 – José Herrada 195 – Javier Moreno 196 – Egoitz García 197 – Higinio Fernandez 198 – Garikoitz Bravo |